# Tahpanhes
Koordinaten: 30° 51′ 38″ N, 32° 10′ 17″ O
Tahpanhes, Tahapanes, Tahaphnehes (auch Tachapanches, Tachapanes), das heutige Tell Defenneh, ist der biblische Name eines altägyptischen Ortes im östlichen Nildelta und lag etwa 22 km von Pelusium entfernt am See Manzala. 
In griechischen Aufzeichnungen ist Tahpanhes unter der Bezeichnung „Daphnai“ bekannt. Der heutige Ruinenhügel erhielt die Umschreibung „Kasr Bint al Yehudi“, was „der Palast der Tochter des Juden“ bedeutet. 
Die bei archäologischen Ausgrabungen große Anzahl freigelegten Überreste griechischer Töpferei bestätigte die Vermutungen, dass es sich bei Daphnae um die von Pharao Psammetich I. erbaute Garnison handelte, in der hauptsächlich karische und ionische Griechen lebten.   
Im Buch Jeremia wird in den Kapiteln 43 und 44 (Jer 43-44 ) beschrieben, wie ein Teil des Volkes Juda nach der Eroberung Jerusalems durch Nebukadnezar II. und dem anschließenden Tod von Gedalja gegen den Willen Gottes nach Ägypten flieht und bis nach Tahpanhes gelangt. 